# Fausto Buoninsegni
Fausto Buoninsegni (Roma, 15 gennaio 1896 – ...) è stato un giornalista e politico italiano.
È stato direttore della testata giornalistica Il Messaggero tra il 1941 ed il 1943, nonché deputato del Regno d'Italia nella XXX legislatura.